# Исаева, Елена
Еле́на Иса́ева (наст. имя Еле́на Валенти́новна Жиле́йкина, род. 6 февраля 1966, Москва) — русская поэтесса и драматург, сценарист, член Союза писателей Москвы.

## Биография
Родилась 6 февраля 1966 года в Москве. 
Входила в Совет радиопередачи «Ровесники»
Окончила факультет журналистики МГУ. Член Союза писателей с 1992 года. Член Союза театральных деятелей с 1997 года.

## Творчество
Стихи печатались в периодике: журналах «Юность», «Дружба народов», «Новый мир», «Работница» и других (в том числе иностранных), альманахах «Поэзия», «Истоки», «Реалист», сборниках «Вечерний альбом», «Чистые пруды», «Кардиограмма» и др. Выпустила семь книг стихов, две книги пьес. Пьесы Исаевой публиковались в журнале «Современная драматургия», ставятся в России и за рубежом, в театрах и на радио. Стихи и пьесы переведены на многие языки. 
Участница фестивалей современной драматургии «Любимовка», «Новая драма», «Документальная драма». На протяжении многих лет руководит литературной студией МГТУ имени Баумана.
Елена Исаева написала ряд своих пьес в жанре вербатим, в основе которого лежит интервью с реальным человеком. А пьесу «Про мою маму и про меня» она создала, когда начала записывать за своей матерью и за самой собой воспоминания и разговоры.
В 2022 году написала сценарий к сериалу «Блондинка и брюнетка».
В Театр.doc по пьесам Елены Исаевой были поставлены следующие спектакли:
- «Первый мужчина» (2003)
- «Про мою маму и про меня» (2003)
- «Третьеклассник Алеша» (2004)
- «ДОК.ТОР», совместный проект Театра.doc и студии SounDrama (2005)
- «Я боюсь любви» (2010)

## Награды
- Лауреат молодёжной премии «Триумф» (2002).
- Первый лауреат премии «Действующие лица» (2003, за пьесу «Про мою маму и про меня»).
- Радиоспектакль (Радио России) по пьесе «Про мою маму и про меня» — лауреат «Приза Европы» Международного фестиваля Европейского радиовещательного союза в Берлине (2004).
- Спектакль «Doc.тор» по пьесе Исаевой получил Гран-при «Новой драмы» (2006)[3].

## Экранизации
- 2019 — «Молодое вино» — по пьесе «Абрикосовый рай, или Сказка о женской дружбе»
- 2024 — «Про мою маму и про меня» — по одноимённой пьесе.